# Bomarzo 2007
Bomarzo 2007 es una película argentino-italiana de 2007 dirigida por Jerry Brignone. Puesta en imágenes experimental de la ópera Bomarzo de Alberto Ginastera con libreto de Manuel Mujica Lainez sobre su novela homónima, fue filmada en los escenarios originales de Bomarzo, Italia.

## Sinopsis
La película comienza con la llegada en automóvil de los artistas argentinos a Bomarzo, intercalada con imágenes de la vida cotidiana actual de sus habitantes. Ya en el siglo XVI, se ve a Pier Francesco Orsini, el duque de Bomarzo torturado por el peso de su joroba y sus recuerdos que ha mandado a construir un jardín renacentista de inmensas figuras de piedra esculpidas que le dan el nombre Bosque Sacro, también llamado Parque de los monstruos. Mientras se escucha cantar a un niño pastor, el duque, frente a la estatua conocida como la Boca del Infierno y acompañado de su sobrino Nicola Orsini y su astrólogo Silvio de Narni, se dispone a tomar el filtro que le garantizará la inmortalidad prometida por su horóscopo. Al quedar solo, toma el filtro, pero se da cuenta de que está envenenado. Mientras muere, van apareciendo antes sus ojos las escenas de su vida torturada, entretejidas con las de los habitantes actuales de Bomarzo, quienes encarnarán esas mismas escenas ubicándolas tanto en el siglo XVI como en el 2007.
Así, se verá siendo vejado de pequeño por sus hermanos Girolamo y Maerbale y su padre Gian Corrado a causa de su joroba, humillado en su hombría por la cortesana florentina Pantasilea, mientras el astrólogo le predice la inmortalidad y le propone eliminar a su padre a través de un ritual mágico (que realizarán por Internet). Siempre con el apoyo de su abuela Diana, Pier Francesco dejará morir a su hermano mayor Maerbale y se hace así del manto ducal. En el acto de coronación conoce a quien será su futura esposa, Giulia Farnese, aunque ya comienza a abrigar sospechas de infidelidad con su hermano Maerbale.
Contraídas las nupcias, es acosado por un demonio verde que le recuerda las muertes de su padre y su hermano, no pudiendo consumar el matrimonio. Construye entonces el parque de los Monstruos como un reflejo de su deformidad y de los momentos de su compleja vida. Convencido de la infidelidad de su esposa, manda a su amado esclavo Abul a matar a su hermano Maerbale, mientras que el hijo de éste, Nicola, presencia la escena y jura vengar a su padre. Cuando el astrólogo prepara la pócima que le garantizará la inmortalidad prometida por los astros, Nicola le agrega un veneno mortal. Así, se regresa a la escena inicial de la muerte del duque, quien agoniza entre los Monstruos de Piedra clamando por la inmortalidad y fallece con el beso redentor del niño pastor.

## Reparto
- Helena Barakovic como Pier Francesco Orsini, duque de Bomarzo.
- Gabriela Fernández Bisso como su abuela Diana Orsini y la cortesana Pantasilea.
- Melissa de Santis como su esposa Giulia Farnese.
- Giovanni Proietti como el astrólogo Silvio de Narni.
- Alessandro Pangrazzi como su hermano mayor Girolamo Orsini.
- Danilo Morelli como su padre Gian Corrado Orsini.
- Emanuele  Abbruzzese como su hermano menor Maerbale Orsini.
- Marian Louison como su esclavo Abul.
- Luca Fosci como su sobrino Nicolás Orsini.
- Andrea Fosci como Pier Francesco de niño.
- Luca Francesconi como Maerbale de niño.
- Cesare Ceccolongo como Girolamo de niño.
- Giacomo Cardarelli como el Cardenal Orsini.

## Producción
En junio de 2003 los creadores de la idea original, Jerry Brignone y Massimo Scaringella, en el intervalo de una producción de la ópera Bomarzo en el Teatro Colón, decidieron montar la ópera en los escenarios originales. De esta manera se realizaba el deseo de su autor Alberto Ginastera, quien había escrito a Manuel Mujica Lainez: “Si nuestro país promocionara a sus artistas ya tendría el Congreso que haber votado el presupuesto para filmar nuestro Bomarzo en ese lugar, en colores. En todo caso me queda el consuelo de pensar que alguna vez se hará”. Las tratativas con el Municipio de Bomarzo y los propietarios del Bosque Sacro tomaron su tiempo, y la idea original de representar la ópera in situ se reemplazó por la de filmarla en un tiempo récord con los pobladores del lugar y dos actrices argentinas con la banda sonora de la grabación del elenco del estreno en Washington D. C. en 1967, haciendo dialogar la realidad de los pobladores de Bomarzo con la realidad que acompañó la censura de la ópera durante la dictadura militar de Juan Carlos Onganía y la acción del siglo XVI propiamente dicha, para presentarla inmediatamente a los pobladores del lugar y las autoridades convocadas a un acto cultural en homenaje a sus autores.
La película se filmó, apenas llegado el equipo argentino de producción, en solo cuatro días, sin ensayos previos ni los actores conocerse entre sí (algunos habían sido convocados la noche anterior al rodaje), adquiriendo así el carácter añadido de documental sobre un hecho performático. Fue inmediatamente editada en seis días por el videasta Anton Giulio Onofri y el director, para ser presentada en el mencionado acto cultural ante la presencia del embajador Argentino en Italia y el embajador Italiano en Argentina, entre otras personalidades, apenas nueve días después de comenzada su filmación. Luego se agregó el subtitulado italiano y se organizó el estreno argentino.
Aparte de la financiación que la Municipalidad de Bomarzo ofreció para los equipos, los pasajes y alojamiento de los argentinos, la película no contó con ningún tipo de apoyo económico, pudiéndose decir que fue hecho sin fondos. Todos los artistas trabajaron ad honorem y sólo puede ser exhibida en forma gratuita en circuitos tales como centros culturales, embajadas, festivales e Internet.

### Diseño y localizaciones
La película fue filmada enteramente en la localidad de Bomarzo, Italia. Tanto en su Bosque Sacro o parque de los Monstruos como en el Palazzo Orsini, el castillo de Bomarzo, y las callejuelas del casco medieval que rodea al mismo.

### Música
La banda sonora de la película es una versión remasterizada de la grabación de la ópera de Ginastera realizada por CBS (hoy SME) en 1968 con el elenco original del estreno en Washington D. C., dirección orquestal de Julius Rudel y el tenor Salvador Novoa en el papel protagónico.

## Estreno
La película tuvo su estreno mundial el 4 de agosto de 2007 en el Palazzo Orsini de Bomarzo, Italia. En Argentina el estreno tuvo lugar en Buenos Aires en la Residencia del Embajador de Italia el 8 de octubre de 2007, sumándosele luego distintas salas de Argentina, Italia y otros países.

## Recepción
Dado su carácter no comercial y experimental, así como de híbrido entre dos géneros (cine y ópera), la película no tuvo gran contacto con la crítica. Fue exhibida sucesivamente con buena repercusión en la Sala Enrique Muiño del Centro Cultural General San Martín de Buenos Aires, y con el apoyo del Ministerio de Relaciones Exteriores argentino en varios foros internacionales, tales como la Casa Argentina en Roma, la Feria Internacional de Arte Moderno y Contemporáneo de Milán MiArt 08, el Festival Etno Tango 2008 de Turín, la Academia de Bellas Artes de Florencia, el Nuovo Cinema Aquila (Centro Cultural del Municipio de Roma), el Festival Ginastera en la sala Bill Cosford de la Universidad de Miami, el Círculo del Ministerio de Relaciones Exteriores italiano en Roma, el Instituto Italiano de Cultura en Atenas, el Congreso Ibérico de Astrología en Madrid, el Consejo Argentino para las Relaciones Internacionales (CARI), la Sala Adolfo Bioy Casares del Centro Cultural Borges de Buenos Aires, el pabellón argentino de la Feria del Libro de Frankfurt 2010, el auditorio Jorge Luis Borges de la Biblioteca Nacional de la República Argentina, el Instituto Italiano de Cultura en Santiago de Chile, la Bolsa de Comercio de Buenos Aires, el Instituto Italiano de Cultura en Montevideo, el auditorio de la Facultad de Derecho de la Universidad de Buenos Aires. y la Facultad de Filosofía y Letras de la Universidad de Buenos Aires.
En 2008 el investigador Francisco Parralejo Masa presentó en un Congreso en la Universidad de Salamanca un pormenorizado análisis de la película, mientras que la Universidad Nacional de Tres de Febrero filmó en Bomarzo y Buenos Aires un documental de media hora sobre su realización intitulado Bomarzo a Bomarzo. En 2023 el director Jerry Brignone publicó el libro Manual de astrología aplicada: los astros de Bomarzo 2007, en donde narra y analiza extensamente la realización del largometraje desde la perspectiva astrológica.